# Zabid
Zabid (arabsko  زبيد‎, Zabid ali Zebid) je mesto na jemenskem Zahodnem nižavju z 52.590 prebivalci.  Ime je dobilo po Vadiju Zabid jugozahodno od mesta. Je eno od najstarejših mest v Jemnu. Od 13. do 15 stoletja je bil  središče arabskega in islamskega sveta, predvsem zaradi slavne Zabidske univerze,  ki je bila središče islamskega izobraževanja. Od leta 819 do 1018 je bil prestolnica Zijadidske dinastije in od leta 1022 do 1158 Nadžahidske dinastije. V sodobnem Jemnu je  na intelektualnem in gospodarskem obrobju.
Zabid je bil leta 1993 vpisan na UNESCOv Seznam svetovne kulturne dediščine. Mestni zanimivosti sta Velika mošeja in ostanki univerze.

## Ogroženost
Zabid je bil leta 2000 na zahtevo jemenske vlade, ki ga zaradi slabega finančnega stanja ne more vzdrževati in restavrirati, vpisan na UNESCOv  Seznam ogrožene svetovne kulturne dediščine. Po UNESCOvem poročilu je »približno  40 % mestnih zgradb nadomeščenih z betonskimi, druge zgradbe in starodavni souk (tržnica) pa propadajo. Če se mesto ne bo začelo vzdrževati, bo njegova kulturna dediščina v nekaj letih propadla in mesto bo morda izgubilo svoj status«.

## Gospodarstvo
Zabid je eno od dveh mest v Arabiji, kjer raste pravi indigovec (Indigofera tinctoria), iz katerega se proizvaja naravni indigo. V Zabidu gojijo tudi bombaž.